# Federico Lechner
Federico Lechner (* 1974 in Buenos Aires) ist ein argentinischer Jazz- und Tangomusiker (Piano, Komposition).

## Leben und Wirken
Lechner, der in einer Musikerfamilie aufwuchs, begann im Alter von drei Jahren mit seiner Mutter Klavier zu spielen. Während seiner Kindheit gab er häufig Klavierkonzerte. 1984 zog er mit seiner Familie nach Spanien. Ab 1989 studierte er Klavier bei Horacio Icasto, Harmonielehre und Arrangement bei Rafael Reina, Trompete bei Julio Daud, Rhythmus bei Miguel Gil und Gehörbildung bei Hebe Onesti. Anschließend vertiefte er seine Studien bei Fred Hersch, Santiago Giacobbe, Bruce Barth, Eliane Elias, Graham Jackson und Ethan Iverson.
Bereits während seines Studiums begann er, als Pianist und Keyboarder mit Künstlern verschiedener Genres zu arbeiten; Dazu gehörten Los Toreros Muertos, Miguel Ríos, Enrique Morente, Ariel Rot, Javier Krahe, Pablo Carbonell, Ismael Serrano, Mónica Naranjo, Sergio Makaroff, Rafa Tena, Javier Ruibal, Ana Belén, Mapi Quintana, Alejandro Sanz oder Diego el Cigala. Als musikalischer Leiter war er für 18 Boleros Chulos tätig. Im Bereich des Jazz arbeitete er mit Jorge Pardo, Chano Domínguez, Perico Sambeat, Javier Colina, Miguel Ángel Chastang, Pedro Ruy Blas, Bob Sands, Ximo Tebar, Israel Sandoval, Chema Saiz, Sonny Fortune, Ugonna Okewo oder Rez Abbasi, mit denen er auch international aufgetreten ist.
Mit eigenen Gruppen, aber auch im Duo mit Jerry Gonzalez und anderen Musikern sowie als Solist hat Lechner diverse Alben veröffentlicht. Seit 2002 arbeitete er mit dem Mundharmonika-Spieler Antonio Serrano zusammen, mit dem zwei Alben entstanden. Er bildete zudem das European Acoustic Trio mit Christian Howes und Pablo Martín Caminero, das in den frühen 2000er Jahren zwei Alben veröffentlichte. Sein aktuelles Hauptprojekt ist sein Tango&Jazz Trio, mit dem er seit 2002 erfolgreich durch Spanien, Argentinien, Europa und die Vereinigten Staaten tourt. Mit dieser Band, zu der aktuell der Bassist Tomás Merlo und die Schlagzeugerin Naíma Acuña gehören, hat er die Alben Estela (Bost 2006) und Beboponga (18Chulos 2008) veröffentlicht. Das Trio wird live teilweise durch die Sängerin Sheila Blanco verstärkt, die mit Merlo und ihm auch das Gershwin Trio bildet.
2008 begann Lechner seine Zusammenarbeit mit dem argentinischen Mundharmonikaspieler Franco Luciani, mit dem die Alben Falsos Límites und Gardelería entstanden. 2010 nahm er mit Enrique Morente das Lied Angel Caido für Emilio Ruiz Barrachinas Dokumentarfilm Morente auf. Seit 2014 ist er überdies als Pianist im Projekt Rojotango des Baritons Erwin Schrott tätig. Im Fellini Quartet beschäftigt er sich seit 2017 mit Andreas Prittwitz, Pablo Martín Caminero und Claudio Constantini (bzw. zunächst Antonio Serrano) mit der Musik von Nino Rota.
Lechner hat auch eine Reihe von Streichquartetten, ein Streichsextett, mehrere Werke für Klavier und die Suite Canina für Flöte, Klavier und Cello geschrieben. Auch hat er die Musik für mehrere Kurzfilme komponiert.

## Preise und Auszeichnungen
2001 gewann Lechner den Teté-Montoliú-Kompositionspreis mit seinem Stück Conversation with Thelonius. 2002 war sein Duo-Album mit Jerry Gonzalez, A primera vista, Finalist für das beste Jazz-Album bei den Premios de la Música de España. 2005 wurde sein Song Iboga mit dem Teté-Montoliú-Preis ausgezeichnet. 2015 erhielt das Album Gardelería den argentinischen Premio Gardel für das beste alternative Tango-Album.